# CONFUSION
CONFUSION（コンフュージョン）は、元電気グルーヴのCMJKが、元M-AGEの梶原裕司と2人で1993年に結成した日本のテクノ・ロックユニット。ニュー・ウェイヴ直系のサウンドと頽廃的な歌詞を導入したデジタルロックを指向し、マニアからの支持を獲得。1996年に2ndアルバム『Runner's High』を最後に解散。

## 作品

### シングル
- CONFUSED E.P.（1994年） - DISCOVER RECORDS
- BLUE VIEW（1994年8月21日） - Antinos Records（以下同）
- RED VIEW（1994年9月21日）
- ORANGE VIEW（1994年10月21日）
- WAY TO GO（1995年1月21日）
- RIDE ON TIME　（1995年6月21日）
- FIRE（1996年5月21日） - BUG SQUAD

### アルバム
- DIFFUSION（1995年7月21日） - Antinos Records
- RUNNER'S HIGH（1996年7月21日） - ARTAIUS PRODUCTS/EPICソニー

### ビデオ
- CONFUSED P.V. WAY UP BUT WE GO（1994年）- Antinos Records

### アナログ盤
- ANIMALS/STARS ARE STARS（1995年） - MIDIWORK ORANGE RECORDS